# Lohn (Schaffhouse)
Pour les articles homonymes, voir Lohn.
Lohn est une commune suisse du canton de Schaffhouse.

## Géographie

Vue aérienne (1948).

Selon l'Office fédéral de la statistique, Lohn mesure 4,88 km2.

## Démographie
Selon l'Office fédéral de la statistique, Lohn compte 649 habitants en 2008. Sa densité de population atteint 132 hab./km2.
Le graphique suivant résume l'évolution de la population de Lohn entre 1850 et 2008.

## Monuments et curiosités
Les plus anciennes parties de l'église paroissiale réformée remontent probablement au 10e s. Le clocher est daté du 13e s. A l'intérieur, tabernacle du gothique tardif (vers 1525) avec Agnus Dei.